# Asteryzm (mineralogia)

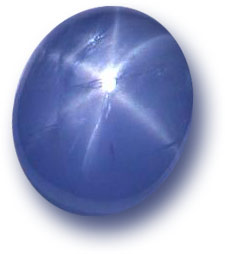
Asteryzm w szafirze

Asteryzm – zjawisko optyczne polegające na pojawieniu się wąskich smug (pasm) świetlnych układających się w kształt "gwiazdy" na powierzchni kamieni szlachetnych, zwłaszcza szlifowanych w kaboszon.
Zjawisko to powodowane jest przez obecność w sieci krystalicznej minerału inkluzji, np. w wypadku rubinu i szafiru są to inkluzje rutylu, takie same jak w wypadku efektu kociego oka.
"Gwiazdy" powstające na skutek asteryzmu mają zwykle 4 lub 6 promieni, chociaż znane są okazy w których występuje 12 promieni. W "gwieździe" mogą też wystąpić "dziury" gdzie promień zanika – są to rejony pozbawione inkluzji.
Wyróżniamy dwa typy asteryzmu:
- epiasteryzm – powstający na skutek odbijania się światła od równolegle umieszczonych inkluzji wewnątrz minerału.
- diasteryzm – dotyczy światła przechodzącego, pojawia się po oświetleniu minerału z tyłu.